# ひろがれ!いろとりどり
『ひろがれ!いろとりどり』は、日本放送協会（NHK）が、2021年から取り組んでいる国際連合の持続可能な開発目標（SDGs）の啓発キャンペーン『未来へ 17アクション』のうち、幼児・青少年向けに展開するキャンペーン企画である。

## 概要
同シリーズは、Eテレにおいて、月曜日 19:00 - 19:30（を基本）に放送されている週替わりのキャンペーン番組（『リフォーマーズの杖』『出川哲朗のクイズほぉ〜スクール』『ぼくドコ』『応援!みんなのチャレンジ』）をはじめとして、平日午前中の学校放送、日中のNHK高校講座、夕方の『天才てれびくん』などの教養番組で随時、SDGsで取り組むべき17の重要課題（大テーマ）・169の目標（小テーマ）を学童に向けてわかりやすく解説していくほか、このキャンペーンのマスコットとして、アオ（声：神木隆之介）、キイ（声：二階堂ふみ）がナビゲートし、スポット番組『あおきいろ』や『SDGsのうた』などを通して視聴者にも参加してもらう企画を用意している。
『ひろがれ!いろとりどり』の公式ウェブサイトは2024年3月29日で閉鎖。『あおきいろ』に統合された。

## 出演者

### マスコットキャラクター
- アオ（声：神木隆之介）[5]
- キイ（声：二階堂ふみ）[5]
- イロトリドリ（声：千葉繁）[5]

### ユニット
- ミドリーズ

## テレビ番組30分枠
『ひろがれ!いろとりどり』は、2021年3月29日から2023年2月27日までNHK Eテレで編成されていたテレビ番組放送枠。

### 放送時間
2021年度
- 本放送：月曜日 19:25 - 19:55
- 再放送：土曜日 16:30 - 17:00

2022年度
- 本放送：月曜日 19:00 - 19:30
- 再放送：日曜日 00:30 - 01:00（土曜日深夜）

### 放送番組
『NHK for School』の持続可能な開発目標（SDGs）をテーマとした小中学生向け教育番組。
| 期間                   | 番組                           |
| ---------------------- | ------------------------------ |
| 2021年03月 - 2023年2月 | 出川哲朗のクイズほぉ〜スクール |
| 2021年04月 - 2023年2月 | ぼくドコ                       |
| 2021年04月 - 2021年8月 | 応援!みんなのチャレンジ        |
| 2021年10月 - 2023年2月 | リフォーマーズの杖             |
| 2021年10月 - 2022年3月 | SDGsのうた                     |

### 2023年3月以降
2023年3月は特別番組を放送。2023年4月以降は『出川哲朗のクイズほぉ〜スクール』のみ新作を継続放送。『リフォーマーズの杖』は2023年度に再放送が実施される。
『NHK for School』のSDGs番組としては2023年4月から『地球は放置してても育たない』を放送。

## みんなのうたSDGs
『みんなのうた ひろがれ!いろとりどり』は、2022年3月31日からNHKのテレビ番組『みんなのうた』で編成されているSDGs音楽番組。

### 放送時間
2021年度最終週
- 2022年3月31日 木曜日 03:05 - 03:10 総合
- 2022年4月03日 日曜日 07:55 - 08:00 Eテレ

2022年度前期
- 水曜日 15:55 - 16:00 総合
- 日曜日 18:55 - 19:00 Eテレ

2022年度後期
- 火曜日 23:50 - 23:55 Eテレ
- 水曜日 15:55 - 16:00 総合

2023年度
- 火曜日 23:50 - 23:55 Eテレ
- 水曜日 15:55 - 16:00 総合
- 日曜日 18:55 - 19:00 Eテレ

2024年度
- 火曜日 23:50 - 23:55 Eテレ
- 水曜日 15:55 - 16:00 総合
- 土曜日 19:45 - 19:50 Eテレ

2025年度
- 火曜日 23:50 - 23:55 Eテレ
- 土曜日 14:55 - 15:00 総合

### 放送楽曲一覧
1か月ごとに放送楽曲を更新。太字は『みんなのうた』新曲。
| 初回放送日     | 1曲目                                    | 2曲目                             | 脚注     |
| -------------- | ---------------------------------------- | --------------------------------- | -------- |
| 2022年03月31日 | ツバメ                                   | ツバメ 手歌バージョン             | [ 注 1 ] |
| 2022年04月06日 | ツバメ                                   | あおきいろ                        | [ 9 ]    |
| 2022年05月01日 | ツバメ スカパラバージョン                | ててて!とまって!                  | [ 10 ]   |
| 2022年06月05日 | ツバメ 合唱バージョン                    | こわがりヒーロー                  | [ 11 ]   |
| 2022年07月03日 | ツバメ SDGsアニメバージョン              | リフォーマーズのテーマ            | [ 12 ]   |
| 2022年08月03日 | ツバメ ELEVENPLAYバージョン              | ツバメ さいたま新都心バージョン   | [ 13 ]   |
| 2022年09月04日 | ツバメ 手歌バージョン                    | ツバメ 札幌バージョン             | [ 14 ]   |
| 2022年10月04日 | ツバメ ワンルーム☆ミュージックバージョン | あおきいろ                        | [ 15 ]   |
| 2022年11月01日 | ツバメ 沼ハマバージョン                  | ツバメ 山形バージョン             | [ 16 ]   |
| 2022年12月06日 | The Swallow ツバメ～ワールドバージョン   | こわがりヒーロー 地震編           | [ 17 ]   |
| 2023年01月04日 | ツバメ                                   | 再生可能エネルギーのうた          | [ 18 ]   |
| 2023年02月01日 | ツバメ わたしたちのゆめバージョン        | ツバメ 愛知バージョン             | [ 19 ]   |
| 2023年03月07日 | ツバメ 奈良バージョン                    | ててて!とまって!                  | [ 20 ]   |
| 2023年04月04日 | We Belong わたしたちのうた               | ツバメ 運動会バージョン           | [ 21 ]   |
| 2023年05月02日 | カメとピューマとフラミンゴ               | ワルイコソーラン                  | [ 22 ]   |
| 2023年06月04日 | 星とたんぽぽ                             | こわがりヒーロー                  | [ 23 ]   |
| 2023年07月02日 | ツバメ オーケストラバージョン            | ツバメ 高知バージョン             | [ 24 ]   |
| 2023年08月01日 | Be The World sustainable ver.            | カッパは知っている                | [ 25 ]   |
| 2023年09月03日 | ててて!とまって!                         | ツバメ 山梨バージョン             | [ 26 ]   |
| 2023年10月01日 | The Swallow ツバメ～ワールドバージョン   | ツバメ 秋田バージョン             | [ 27 ]   |
| 2023年11月05日 | ツバメ Eテレアニメバージョン             | NHK for Schoolのうた              | [ 28 ]   |
| 2023年12月03日 | ツバメ 放送コンテストバージョン          | ツバメ 北海道厚沢部バージョン     | [ 29 ]   |
| 2024年01月07日 | 踊る本能001 ダンスではみ出せ!バージョン  | ツバメ                            | [ 30 ]   |
| 2024年02月04日 | パン類みなきょうだい                     | ツバメ 大阪バージョン             | [ 31 ]   |
| 2024年03月03日 | ツバメ 石川バージョン                    | ツバメ レインボーバージョン       | [ 32 ]   |
| 2024年04月02日 | いろどりのうた                           | ツバメ 東京バージョン             | [ 33 ]   |
| 2024年05月01日 | We Belong わたしたちのうた               | ててて!とまって!                  | [ 34 ]   |
| 2024年06月01日 | 学ぶ学ぶAI                               | こわがりヒーロー 大雨編           | [ 35 ]   |
| 2024年07月02日 | ねつねつねっちゅーしょう                 | ツバメ 佐渡バージョン             | [ 36 ]   |
| 2024年08月03日 | くりかえしのうた                         | カッパは知っている                | [ 37 ]   |
| 2024年09月03日 | ててて!とまって!                         | 再生可能エネルギーのうた          | [ 38 ]   |
| 2024年10月01日 | パン類みなきょうだい                     | ツバメ 栃木バージョン             | [ 39 ]   |
| 2024年11月02日 | The Swallow ツバメ～ワールドバージョン   | ツバメ Eテレアニメバージョン      | [ 40 ]   |
| 2024年12月03日 | BoDyPa                                   | ハートブレーキ                    | [ 41 ]   |
| 2025年01月04日 | ツバメ 信州バージョン                    | ツバメ マーチングバンドバージョン | [ 42 ]   |
| 2025年02月01日 | カメとピューマとフラミンゴ               | ツバメ レインボーバージョン       | [ 43 ]   |
| 2025年03月01日 | ツバメ 福島バージョン                    | 星とたんぽぽ                      | [ 44 ]   |
| 2025年04月01日 | ててて!とまって!                         | ハートブレーキ                    | [ 45 ]   |
| 2025年05月06日 | クリームで会いにいけますか               | ツバメ ミドリーズ2期生バージョン  | [ 46 ]   |
| 2025年06月03日 | クスノキ-500年の風に吹かれて-            | こわがりヒーロー 大雨編           | [ 47 ]   |
| 2025年07月01日 | ねつねつねっちゅーしょう                 | カッパは知っている                | [ 48 ]   |

## テーマソング「ツバメ」
「ツバメ」は、2021年10月1日から使用されているNHK子ども向けSDGs番組シリーズ『ひろがれ!いろとりどり』のテーマソング。

### 解説
ツバメダンス
- 振付：MIKIKO
- ダンス監修：中村和彦

### バージョン一覧
| バージョン                                 | 初回放送日     | 初放送番組   |
| ------------------------------------------ | -------------- | ------------ |
| オリジナルダンス ミドリーズ1期生           | 2021年10月01日 | みんなのうた |
| 子ツバメ                                   | 2021年10月09日 | あおきいろ   |
| 親ツバメ                                   | 2021年10月13日 | あおきいろ   |
| ざわざわえんのがんぺーちゃん               | 2021年10月20日 | あおきいろ   |
| プロのプロセス＋みんなのチャレンジ         | 2021年11月03日 | あおきいろ   |
| おかあさんといっしょ 2021                  | 2021年12月01日 | あおきいろ   |
| ゴー!ゴー!キッチン戦隊クックルン 5代目     | 2022年01月05日 | あおきいろ   |
| いないいないばあっ!                        | 2022年02月02日 | あおきいろ   |
| 出川哲朗のクイズほぉ〜スクール             | 2022年03月02日 | あおきいろ   |
| ひろがれ!いろとりどり                      | 2022年03月28日 | あおきいろ   |
| ELEVENPLAY                                 | 2022年03月30日 | あおきいろ   |
| 手歌                                       | 2022年03月31日 | みんなのうた |
| さいたま新都心                             | 2022年03月31日 | あおきいろ   |
| ニャンちゅう!宇宙!放送チュー! 2022         | 2022年04月13日 | あおきいろ   |
| スカパラ                                   | 2022年05月01日 | みんなのうた |
| みんな集まれ!こどもうたまつり              | 2022年05月05日 | 番組先行     |
| u&i                                        | 2022年06月01日 | あおきいろ   |
| 合唱                                       | 2022年06月05日 | みんなのうた |
| SDGsアニメ                                 | 2022年07月03日 | みんなのうた |
| 仙台                                       | 2022年07月04日 | あおきいろ   |
| おかあさんといっしょ 2022                  | 2022年07月06日 | あおきいろ   |
| 佐賀1                                      | 2022年08月01日 | あおきいろ   |
| 佐賀2                                      | 2022年08月22日 | あおきいろ   |
| 札幌                                       | 2022年09月04日 | みんなのうた |
| 宮崎                                       | 2022年09月05日 | あおきいろ   |
| リフォーマーズの杖                         | 2022年09月07日 | あおきいろ   |
| ヒャダ×体育のワンルーム☆ミュージック       | 2022年09月10日 | 番組先行     |
| みいつけた!                                | 2022年10月05日 | あおきいろ   |
| 沼にハマってきいてみた                     | 2022年10月22日 | 番組先行     |
| 山形                                       | 2022年11月01日 | みんなのうた |
| セサミストリート                           | 2022年11月02日 | あおきいろ   |
| The Swallow オリジナル                     | 2022年11月07日 | あおきいろ   |
| わたしたちのゆめ                           | 2022年12月05日 | あおきいろ   |
| さんすうレスキュー!                        | 2022年12月07日 | あおきいろ   |
| アオとキイ                                 | 2022年12月23日 | あおきいろ   |
| ノージーのひらめき工房                     | 2023年01月04日 | あおきいろ   |
| 愛知                                       | 2023年01月09日 | あおきいろ   |
| 十勝                                       | 2023年02月06日 | あおきいろ   |
| 奈良                                       | 2023年03月06日 | あおきいろ   |
| 川崎                                       | 2023年03月11日 | あおきいろ   |
| The Swallow えいごであそぼ Meets the World | 2023年03月29日 | あおきいろ   |
| 運動会                                     | 2023年03月30日 | あおきいろ   |
| 超体験NHKフェス                            | 2023年04月10日 | あおきいろ   |
| ニャンちゅう!宇宙!放送チュー! 2023         | 2023年04月12日 | あおきいろ   |
| マティス展                                 | 2023年06月05日 | あおきいろ   |
| おかあさんといっしょ 2023                  | 2023年06月07日 | あおきいろ   |
| オーケストラ                               | 2023年07月02日 | みんなのうた |
| 高知                                       | 2023年07月02日 | みんなのうた |
| おとうさんといっしょ                       | 2023年07月05日 | あおきいろ   |
| にほんごであそぼ                           | 2023年08月02日 | あおきいろ   |
| 山梨                                       | 2023年09月03日 | みんなのうた |
| でこぼこポン!                              | 2023年09月06日 | あおきいろ   |
| 秋田                                       | 2023年10月01日 | みんなのうた |
| Eテレアニメ                                | 2023年11月05日 | みんなのうた |
| スゴEフェス2023                            | 2023年11月25日 | 番組先行     |
| 放送コンテスト                             | 2023年12月03日 | みんなのうた |
| 北海道厚沢部                               | 2023年12月03日 | みんなのうた |
| 大阪                                       | 2024年02月04日 | みんなのうた |
| テレビのカケラでなにつくる?                | 2024年02月07日 | あおきいろ   |
| 石川                                       | 2024年03月03日 | みんなのうた |
| レインボー                                 | 2024年03月03日 | みんなのうた |
| オリジナルダンス ミドリーズ2期生           | 2024年03月30日 | あおきいろ   |
| 東京                                       | 2024年04月02日 | みんなのうた |
| ニャンちゅう!宇宙!放送チュー! 2024         | 2024年05月01日 | あおきいろ   |
| 佐渡                                       | 2024年07月01日 | あおきいろ   |
| ゴー!ゴー!キッチン戦隊クックルン 6代目     | 2024年07月03日 | あおきいろ   |
| 栃木                                       | 2024年10月01日 | みんなのうた |
| 信州                                       | 2025年01月04日 | みんなのうた |
| マーチングバンド                           | 2025年01月04日 | みんなのうた |
| みいつけた! 2024                           | 2025年01月08日 | あおきいろ   |
| スゴEフェス×テレビのカケラ2025             | 2025年02月03日 | あおきいろ   |
| みんなDEどーもくん!                        | 2025年02月05日 | あおきいろ   |
| 福島                                       | 2025年03月01日 | みんなのうた |
| The Wakey Show                             | 2025年05月06日 | あおきいろ   |

### NHKオリジナル
ツバメ
- うた：YOASOBI with ミドリーズ
- 作詞：Ayase
- 作曲：Ayase
- 編曲：Ayase
- 振付：MIKIKO
- ミドリーズ：あつき、レクシー、うきょう、りりな、ゆめり
- 初回放送日・配信日
  - 2021年10月01日 - みんなのうた
  - 2021年10月25日 - YouTube
- 『みんなのうた』放送月
  - 2021年10月 - 11月
  - 2022年04月（SDGs）
  - 2023年01月（SDGs）
  - 2024年01月（SDGs）
- 出典：[50][51][52][6][9][18][30]

### ELEVENPLAYバージョン
ツバメ〜ELEVENPLAYバージョン
- うた：YOASOBI with ミドリーズ
- 作詞：Ayase
- 作曲：Ayase
- 編曲：Ayase
- 振付：MIKIKO
- ダンス：ELEVENPLAY
- 初回放送日・配信日
  - 2022年03月30日 - あおきいろ
  - 2022年08月03日 - みんなのうた
  - 2022年12月09日 - YouTube
- 出典：[53][54][55][13]

### 手歌バージョン
ツバメ〜手歌バージョン
- うた：ホワイトハンドコーラスNIPPON&ミドリーズ
- 作詞：Ayase
- 作曲：Ayase
- 編曲：Ayase
- 手歌監修：コロンえりか、井崎哲也
- SDGs：目標10 人や国の不平等をなくそう
- 初回放送日・配信日
  - 2022年03月31日 - みんなのうた（先行）
  - 2022年05月02日 - あおきいろ
  - 2022年05月27日 - YouTube
  - 2022年09月04日 - みんなのうた（1か月）
- 出典：[56][57][6][58][14]

### スカパラバージョン
ツバメ〜スカパラバージョン
- うた：茂木欣一、ミドリーズ、長濱ねる
- 演奏：東京スカパラダイスオーケストラ、東京都立片倉高等学校吹奏楽部
- 作詞：Ayase
- 作曲：Ayase
- 編曲：東京スカパラダイスオーケストラ
- 吹奏楽編曲：郷間幹男
- 振付：NON（ELEVENPLAY）
- 初回放送日
  - 2022年05月01日 - みんなのうた
  - 2022年06月06日 - あおきいろ
  - 2022年08月30日 - うたコン

音楽商品
- アーティスト：東京スカパラダイスオーケストラ
- 曲名：ツバメ feat.ミドリーズ & 長濱ねる & 東京都立片倉高等学校吹奏楽部
- 時間：4分24秒
- 規格：音楽配信
- 発売日：2022年5月11日
- レーベル：cutting edge/JUSTA RECORD
- 規格品番：ANTCD-A0000007181

出典

### 合唱バージョン
ツバメ〜合唱バージョン
- うた：NHK東京児童合唱団&ミドリーズ（あつき・レクシー・うきょう）
- 作詞：Ayase
- 作曲：Ayase
- 編曲：加藤昌則
- 振付：MIKIKO
- アニメ：春木美保
- 初回放送日・配信日
  - 2022年06月05日 - みんなのうた
  - 2022年07月09日 - あおきいろ
  - 2022年08月02日 - YouTube
- 出典：[65][66][11][67]

### SDGsアニメバージョン
ツバメ〜SDGsアニメバージョン
- うた：ミドリーズ
- 作詞：Ayase
- 作曲：Ayase
- 編曲：Ayase
- 振付：MIKIKO
- アニメ：稲葉卓也
- 初回放送日
  - 2022年07月03日 - みんなのうた
- 出典：[68][12]

### ワンルーム☆ミュージックバージョン
ツバメ〜ワンルーム☆ミュージックバージョン
- うた：初音ミク、投稿者
- 作詞：Ayase
- 作曲：Ayase
- リミックス：ヒャダイン、岡崎体育、YOASOBI
- 振付：MIKIKO
- 映像：鈴木哲、中島大輔
- CG：澤井俊洋
- アニメーション：清水修
- キャラデザイン：松永千保
- 関連企画：みんなの「ツバメ」リミックスチャレンジ!
- 初回放送日
  - 2022年09月10日 - ヒャダ×体育のワンルーム☆ミュージック
  - 2022年10月04日 - みんなのうた
- 出典：[69][70][71][15]

### 沼ハマバージョン
ツバメ〜沼ハマバージョン
- うた：花譜
- 作詞：Ayase
- 作曲：Ayase
- 編曲：晴いちばん
- 映像：go-shu
- 関連企画：『沼にハマってきいてみた』「ヌマーソニック2022」
- 初回放送日
  - 2022年10月22日 - 沼にハマってきいてみた
  - 2022年11月01日 - みんなのうた
- 出典：[72][73][16]

### The Swallow
The Swallow ツバメ～ワールドバージョン（ザ・スワロー ツバメ ワールドバージョン）
- うた：YOASOBI with Midories
- 作詞：Ayase
- 英語訳詞：Konnie Aoki
- 作曲：Ayase
- 編曲：Ayase
- 振付：MIKIKO
- アニメ：稲葉卓也
- 出演：JICAフレンズ with セサミストリート&ミドリーズ
- 関連企画：ツバメ 世界こどもの日プロジェクト
- 初回放送日・配信日
  - 2022年11月07日 - あおきいろ
  - 2022年12月06日 - みんなのうた
  - 2022年12月07日 - YouTube
- 『みんなのうた』放送月
  - 2022年12月（SDGs）
  - 2023年10月（SDGs）
  - 2024年11月（SDGs）
- 出典：[74][75][76][17][27][40]

### わたしたちのゆめバージョン
ツバメ〜わたしたちのゆめバージョン
- うた：ミドリーズ&フレンズ
- 作詞：Ayase
- 作曲：Ayase
- 編曲：Ayase
- 振付：MIKIKO
- セットデザイン：tupera tupera
- 関連企画：ツバメ 世界こどもの日プロジェクト
- 初回放送日・配信日
  - 2022年12月05日 - あおきいろ
  - 2023年01月09日 - YouTube
  - 2023年02月01日 - みんなのうた
- 出典：[77][78][76][19]

### 運動会バージョン
ツバメ〜運動会バージョン
- うた：YOASOBI with ミドリーズ
- 作詞：Ayase
- 作曲：Ayase
- 編曲：Ayase
- 振付：MIKIKO
- 出演：ミドリーズ1期生
- 初回放送日・配信日
  - 2023年03月30日 - あおきいろ
  - 2023年04月04日 - みんなのうた
  - 2023年04月14日 - YouTube
- 出典：[79][80][81][21]

### オーケストラバージョン
ツバメ〜オーケストラバージョン
- うた・演奏：東京音楽大学SDGsスペシャルオーケストラ&コーラス
- 作詞：Ayase
- 作曲：Ayase
- 編曲：飯野麟太郎
- 出演：ミドリーズ1期生、東京音楽大学のみなさん
- 初回放送日・配信日
  - 2023年07月02日 - みんなのうた
  - 2023年07月07日 - YouTube
- 出典：[82][83][24]

### Eテレアニメバージョン
ツバメ〜Eテレアニメバージョン
- うた：YOASOBI with ミドリーズ
- 作詞：Ayase
- 作曲：Ayase
- 編曲：Ayase
- 振付：MIKIKO
- 関連企画：スゴEフェス
- 参加作品
  - 忍たま乱太郎
  - おじゃる丸
  - はなかっぱ
  - アオとキイ
- 初回放送日・配信日
  - 2023年11月05日 - みんなのうた
  - 2023年11月17日 - YouTube
- 『みんなのうた』放送月
  - 2023年11月（SDGs）
  - 2024年11月（SDGs）
- 出典：[84][85][28][40]

### 放送コンテストバージョン
ツバメ〜放送コンテストバージョン
- うた：YOASOBI with ミドリーズ
- 作詞：Ayase
- 作曲：Ayase
- 編曲：Ayase
- 振付：MIKIKO
- 関連企画
  - 第70回NHK杯全国高校放送コンテスト
  - 第40回NHK杯全国中学校放送コンテスト
- 参加作品
  - 大分県立大分舞鶴高等学校「学校の自然と私たち」
  - 福山市立高等学校「ふくやまはすごいんじゃけぇ!」
  - 成田高等学校「#成田山表参道からSDGs」
  - 岩手県立黒沢尻北高等学校「イロトリドリ」
  - 市立函館高等学校「君が羽ばたく」
  - 岡山県立岡山朝日高等学校「アンカラーズ」
  - 神奈川県立平塚江南高等学校「小さな僕の大きな夢」
  - 駒澤大学高等学校「ツバメとめぐる大切な地球」
  - 神奈川県立神奈川工業高等学校「未来の空気をこの手から」
  - 高知大学教育学部附属特別支援学校「やりゆうき、SDGs」
  - 大分県立宇佐高等学校「若人と海」
  - 長野県長野吉田高等学校「探そうSDGs!」
  - 群馬県立前橋東高等学校「MISSION:パネルを完成させろ!」
  - 砺波市立庄西中学校「人とのつながりを」
- 初回放送日・配信日
  - 2023年12月03日 - みんなのうた
  - 2024年01月12日 - YouTube
- 出典：[86][87][29][88]

### レインボーバージョン
ツバメ〜レインボーバージョン
- うた：YOASOBI with ミドリーズ
- 作詞：Ayase
- 作曲：Ayase
- 編曲：Ayase
- アニメ：井上涼
- テーマ：「ダイバーシティ」「LGBTQ」
- 初回放送日・配信日
  - 2024年03月03日 - みんなのうた
  - 2024年06月18日 - YouTube
- 『みんなのうた』放送月
  - 2024年03月（SDGs）
  - 2025年02月（SDGs）
- 出典：[89][90][32][43]

### ツバメご当地版1期
2022年度と2023年度に初回放送。音源はミドリーズ1期生（あつき、レクシー、うきょう、りりな、ゆめり）の歌唱。ミドリーズ1期生が全国各地で地元の人たちとツバメダンスを踊るミュージック・ビデオ。
さいたま新都心バージョン
- 場所：埼玉県さいたま市 さいたま新都心
- 出演：ミドリーズ1期生全員
- 初回放送日・配信日
  - 2022年03月31日 - あおきいろ
  - 2022年05月17日 - YouTube
  - 2022年08月03日 - みんなのうた
- 出典：[91][92][93][13]

仙台バージョン
- 場所：宮城県仙台市
- 出演：ミドリーズ1期生全員、やっぺぇ
- 関連企画：2022年5月15日 - NHK仙台フェスティバル 〜生誕10年 やっぺぇ祭り〜
- 初回放送日・配信日
  - 2022年07月04日 - あおきいろ
  - 2022年07月26日 - YouTube
- 出典：[94][95][96]

佐賀バージョン
- 場所：佐賀県
- 出演：あつき、レクシー、うきょう、ゆめり
- 関連企画：2022年5月21日 - さがくすフェスタ
- 初回放送日・配信日
  - 2022年08月01日	- その1 あおきいろ
  - 2022年08月22日 - その2 あおきいろ
  - 2022年09月21日 - その1 YouTube
  - 2022年09月28日 - その2 YouTube
- 出典：[97][98][99][100]

札幌バージョン
- 場所：北海道札幌市、小樽市
- 出演：ミドリーズ1期生全員
- 関連企画：2022年7月23日 - NHKさっぽろみんなのSDGsパーク
- 初回放送日・配信日
  - 2022年09月04日 - みんなのうた
  - 2022年10月03日 - あおきいろ
  - 2023年01月20日 - YouTube
- 出典：[101][102][14][103]

宮崎バージョン
- 場所：宮崎県
- 出演：ミドリーズ1期生全員
- 初回放送日・配信日
  - 2022年09月05日 - あおきいろ
  - 2022年10月14日 - YouTube
- 出典：[104][105]

山形バージョン
- 場所：山形県
- 出演：ミドリーズ1期生全員、アオ、キイ
- 関連企画：2022年10月10日 - あおきいろステージショー
- 初回放送日・配信日
  - 2022年11月01日 - みんなのうた
  - 2022年12月05日 - あおきいろ
  - 2023年01月27日 - YouTube
- 出典：[106][107][16][108]

愛知バージョン
- 場所：愛知県
- 出演：あつき、レクシー、りりな、名古屋おもてなし武将隊、ドアラ、チアドラゴンズ、け〜ぶるGiRLS
- 初回放送日・配信日
  - 2023年01月09日 - あおきいろ
  - 2023年02月01日 - みんなのうた
  - 2023年02月17日 - YouTube
- 出典：[109][110][111][19]

十勝バージョン
- 場所：北海道十勝
- 出演：あつき、レクシー、うきょう、ゆめり、りりな
- 関連企画：2022年12月18日 - あおきいろステージショー
- 初回放送日・配信日
  - 2023年02月06日 - あおきいろ
  - 2023年02月24日 - YouTube
- 出典：[112][113]

奈良バージョン
- 場所：奈良県
- 出演：うきょう、レクシー、りりな
- 初回放送日・配信日
  - 2023年03月06日 - あおきいろ
  - 2023年03月07日 - みんなのうた
  - 2023年03月24日 - YouTube
- 出典：[114][115][116][20]

川崎バージョン
- 場所：神奈川県川崎市
- 出演：あつき、レクシー、ゆめり
- 関連企画：2023年2月 - 「u&i」ステージワークショップ in 川崎〜ミドリーズと一緒にツバメを収録!〜
- 初回放送日・配信日
  - 2023年03月11日 - あおきいろ
  - 2023年03月31日 - YouTube
- 出典：[117][118]

高知バージョン
- 場所：高知県
- 出演：あつき、レクシー、アオ
- 初回放送日・配信日
  - 2023年07月02日 - みんなのうた
  - 2023年07月03日 - あおきいろ
  - 2023年08月11日 - YouTube
- 出典：[119][120][24][121]

山梨バージョン
- 場所：山梨県
- 出演：あつき、りりな、ゆめり
- 初回放送日・配信日
  - 2023年09月03日 - みんなのうた
  - 2023年09月04日 - あおきいろ
  - 2023年09月08日 - YouTube
- 出典：[122][123][26][124]

秋田バージョン
- 場所：秋田県
- 出演：あつき、レクシー
- 初回放送日・配信日
  - 2023年10月01日 - みんなのうた
  - 2023年10月06日 - YouTube
  - 2023年10月09日 - あおきいろ
- 出典：[125][126][27][127]

北海道厚沢部バージョン
- 場所：北海道檜山郡厚沢部町
- 出演：あつき、レクシー、ゆめり
- 初回放送日・配信日
  - 2023年12月03日 - みんなのうた
  - 2023年12月04日 - あおきいろ
  - 2023年12月29日 - YouTube
- 出典：[128][129][29][130]

大阪バージョン
- 場所：大阪府
- 出演：レクシー、うきょう
- 初回放送日・配信日
  - 2024年02月04日 - みんなのうた
  - 2024年02月05日 - あおきいろ
  - 2024年02月23日 - YouTube
- 出典：[131][132][31][133]

石川バージョン
- 場所：石川県
- 出演：うきょう、りりな
- 撮影時期：2023年12月（令和6年能登半島地震の発生前）
- 初回放送日・配信日
  - 2024年03月03日 - みんなのうた
  - 2024年03月04日 - あおきいろ
  - 2024年03月08日 - YouTube
- 出典：[134][135][32][136]

### ツバメご当地版2期
2024年度に初回放送。音源はミドリーズ2期生（うきょう、りりあな、めあり、あやと、べに、はるき）の歌唱。ミドリーズ2期生が全国各地で地元の人たちとツバメダンスを踊るミュージック・ビデオ。ミュージック・ビデオには撮影場所の紹介と「SDGs17の目標」の取り組みが表示される。
東京バージョン
- 場所：東京都
- 出演：ミドリーズ2期生全員
- 初回放送日・配信日
  - 2024年04月02日 - みんなのうた
  - 2024年09月13日 - YouTube
- 出典：[137][138][33]

佐渡バージョン
- 場所：新潟県佐渡市
- 出演：ミドリーズ2期生全員
- 関連企画：2024年4月20日 - トキ舞う島に佐渡ぞ!
- 初回放送日・配信日
  - 2024年07月01日 - あおきいろ
  - 2024年07月02日 - みんなのうた
  - 2024年07月12日 - YouTube
- 出典：[139][140][141][142][36]

栃木バージョン
- 場所：栃木県
- 出演：めあり、あやと
- 初回放送日・配信日
  - 2024年10月01日 - みんなのうた
  - 2024年10月11日 - YouTube
  - 2024年11月11日 - あおきいろ
- 出典：[143][144][39][145]

信州バージョン
- 場所：長野県
- 出演：りりあな、はるき
- 初回放送日・配信日
  - 2025年01月04日 - みんなのうた
  - 2025年01月06日 - あおきいろ
  - 2025年01月10日 - YouTube
- 出典：[146][147][42][148]

福島バージョン
- 場所：福島県
- 出演：りりあな、べに
- 初回放送日・配信日
  - 2025年03月01日 - みんなのうた
  - 2025年03月07日 - YouTube
  - 2025年03月31日 - あおきいろ
- 出典：[149][150][44][151]

### ミドリーズ2期生バージョン
ツバメ〜ミドリーズ2期生バージョン
- うた：YOASOBI with ミドリーズ『あおきいろ』
- うた：ミドリーズ『みんなのうた』
- 作詞：Ayase
- 作曲：Ayase
- 編曲：Ayase
- 振付：MIKIKO
- ミドリーズ：うきょう、りりあな、めあり、あやと、べに、はるき
- 初回放送日・配信日
  - 2024年03月30日 - あおきいろ
  - 2024年03月30日 - YouTube
  - 2025年05月06日 - みんなのうた
- 『みんなのうた』放送月
  - 2025年05月（SDGs）
- 出典：[152][153][46]

### マーチングバンドバージョン
ツバメ〜マーチングバンドバージョン
- 出演：明治大学応援団・ミドリーズ
- 作曲：Ayase
- 編曲：三浦秀秋
- 振付：MIKIKO
- ミドリーズ：べに、りりあな、めあり、はるき
- 初回放送日・配信日
  - 2025年01月04日 - みんなのうた
  - 2025年01月17日 - YouTube
- 『みんなのうた』放送月
  - 2025年01月（SDGs）
- 出典：[154][155][42]

### 書籍
- NHK出版オリジナル楽譜シリーズ NHK「ひろがれ!いろとりどり」テーマソング ツバメ（2022年4月20日）ISBN 9784140554210

## 音楽アルバム
『「ツバメ」と「SDGsのうた」』（ツバメとエスディージーズのうた）は、2022年7月27日にソニー・ミュージックレーベルズから発売された音楽アルバム。
NHK子ども向けSDGs番組シリーズ『ひろがれ!いろとりどり』の楽曲を収録したコンピレーション・アルバム。アーティスト名は「ミドリーズとアオ（神木隆之介）&キイ（二階堂ふみ）」。レーベルはEpic Records Japan。
CD+DVD
- 税抜価格：3000円
- EANコード：JAN 4547366567694

|     | 収録時間 | 規格品番  |
| --- | -------- | --------- |
| CD  | 57分56秒 | ESCL-5700 |
| DVD | 40分00秒 | ESCL-5701 |
音楽配信
- 規格品番：ESCL05700B00Z

| #   | タイトル                                                      | 作詞 | 作曲・編曲 | アーティスト                                               | 時間 |
| --- | ------------------------------------------------------------- | ---- | ---------- | ---------------------------------------------------------- | ---- |
| 1.  | 「ツバメ」                                                    |      |            | ミドリーズ                                                 | 3:37 |
| 2.  | 「SDGsのうた 17目標のおぼえうた」                             |      |            | アオ&キイ                                                  | 2:59 |
| 3.  | 「SDGsのうた 【目標1】貧困をなくそう」                        |      |            | アオ&キイ                                                  | 1:01 |
| 4.  | 「SDGsのうた 【目標2】飢餓をゼロに」                          |      |            | アオ&キイ                                                  | 1:01 |
| 5.  | 「SDGsのうた 【目標3】すべての人に健康と福祉を」              |      |            | アオ&キイ                                                  | 1:01 |
| 6.  | 「SDGsのうた 【目標4】質の高い教育をみんなに」                |      |            | アオ&キイ                                                  | 1:00 |
| 7.  | 「SDGsのうた 【目標5】ジェンダー平等を実現しよう」            |      |            | アオ&キイ                                                  | 1:03 |
| 8.  | 「SDGsのうた 【目標6】安全な水とトイレを世界中に」            |      |            | アオ&キイ                                                  | 1:02 |
| 9.  | 「SDGsのうた 【目標7】エネルギーをみんなに そしてクリーンに」 |      |            | アオ&キイ                                                  | 0:59 |
| 10. | 「SDGsのうた 【目標8】働きがいも経済成長も」                  |      |            | アオ&キイ                                                  | 1:00 |
| 11. | 「SDGsのうた 【目標9】産業と技術革新の基盤をつくろう」        |      |            | アオ&キイ                                                  | 1:01 |
| 12. | 「SDGsのうた 【目標10】人や国の不平等をなくそう」             |      |            | アオ&キイ                                                  | 0:59 |
| 13. | 「SDGsのうた 【目標11】住み続けられるまちづくりを」           |      |            | アオ&キイ                                                  | 1:00 |
| 14. | 「SDGsのうた 【目標12】つくる責任 つかう責任」                |      |            | アオ&キイ                                                  | 1:03 |
| 15. | 「SDGsのうた 【目標13】気候変動に具体的な対策を」             |      |            | アオ&キイ                                                  | 1:02 |
| 16. | 「SDGsのうた 【目標14】海の豊かさを守ろう」                   |      |            | アオ&キイ                                                  | 1:01 |
| 17. | 「SDGsのうた 【目標15】陸の豊かさも守ろう」                   |      |            | アオ&キイ                                                  | 1:02 |
| 18. | 「SDGsのうた 【目標16】平和と公正をすべての人に」             |      |            | アオ&キイ                                                  | 1:01 |
| 19. | 「SDGsのうた 【目標17】パートナーシップで目標を達成しよう」   |      |            | アオ&キイ                                                  | 1:01 |
| 20. | 「あおきいろ」                                                |      |            | ミドリーズ                                                 | 2:22 |
| 21. | 「ツバメ 合唱バージョン」                                     |      |            | NHK東京児童合唱団&ミドリーズ（あつき、レクシー、うきょう） | 2:22 |
| 22. | 「ててて!とまって!」                                          |      |            | ミドリーズ（うきょう）                                     | 2:20 |
| 23. | 「こわがりヒーロー」                                          |      |            | ミドリーズ                                                 | 3:04 |
| 24. | 「はなしてみよ きいてみよ」                                   |      |            | ミドリーズ（あつき、りりな）                               | 3:27 |
| 25. | 「ツバメ」                                                    |      |            | カラオケ                                                   | 3:37 |
| 26. | 「SDGsのうた 17目標のおぼえうた」                             |      |            | カラオケ                                                   | 2:59 |
| 27. | 「あおきいろ」                                                |      |            | カラオケ                                                   | 2:22 |
| 28. | 「ツバメ 合唱バージョン」                                     |      |            | ピアノ伴奏                                                 | 2:22 |
| 29. | 「ててて!とまって!」                                          |      |            | カラオケ                                                   | 2:20 |
| 30. | 「こわがりヒーロー」                                          |      |            | カラオケ                                                   | 3:04 |
| 31. | 「はなしてみよ きいてみよ」                                   |      |            | カラオケ                                                   | 3:25 |

| #  | タイトル                               | 作詞 | 作曲・編曲 |
| -- | -------------------------------------- | ---- | ---------- |
| 1. | 「ツバメ（SDGsアニメバージョン）」     |      |            |
| 2. | 「ツバメ（ダンスミュージックビデオ）」 |      |            |
| 3. | 「ツバメ（子ツバメダンスお手本）」     |      |            |
| 4. | 「ツバメ（親ツバメダンスお手本）」     |      |            |
| 5. | 「SDGsのうた」                         |      |            |
| 6. | 「あおきいろ」                         |      |            |
| 7. | 「ててて!とまって!」                   |      |            |
| 8. | 「こわがりヒーロー」                   |      |            |
| 9. | 「はなしてみよ きいてみよ」            |      |            |